# ロカサウルス
ロカサウルス（学名 Rocasaurus 「ロカのトカゲ」の意味）は、アルゼンチンに生息していたティタノサウルス類の恐竜の属。ロカサウルスは、2000年にアルゼンチンのアレン層で発見され、後期白亜紀カンパニアン中期からマーストリヒチアン初期の7500万年から7000万年前に生息していたと推定されている。全長は8メートルまで成長し、竜脚類の中では小型な方だった。サルタサウルスやネウケンサウルスのようなサルタサウルス科の恐竜と近縁な関係にあった。
模式種ロカサウルス・ムニオジは、2000年にレオナルド・サルガドとアスピリクエタによって記載された。2021年には新標本が記載された。